# Iremel
Der Iremel (Baschkirisch Ирәмәл) (Uralgebirge, Russland) ist der zweithöchste Berg (1586 m) im Südural, der nur vom Berg Jamantau (1640 m) übertroffen wird. Die Iremelskaja Podkowa (wörtlich Hufeisen) besteht aus dem Bolschoi Iremel (wörtlich Großer Iremel), dem Maly Iremel (wörtlich Kleiner Iremel), Kabantschik (wörtlich Wildschweinchen) und Scherebtschik (wörtlich Hengstchen). Einer Legende nach verkörpert der Bolschoi Iremel einen Mann, der Maly Iremel – seinen Sohn, Kabantschik und Scherebtschik – sind ihre Haustiere. 
Das Iremel-Gebirge hat ein einzigartiges Klima – sehr oft schlägt das Wetter um, starke Winde (9,5–13 m/s) und im Winter Schneestürme (35–63 Tage lang). Die Schneedecke beträgt ca. 80–100 Zentimeter. Bis zu 200 Tagen im Jahr ist es nebelig in diesem Gebirge.
Auf dem Berg Iremel unterscheidet man drei besondere Steinbildungen: Kabani (wörtlich Wildschweine), Felsenstädte und Steinflüsse. Das Wort Kabani ist ein alter baschkirischer Begriff. Kabani sind die mit Steinstreifen bedeckten heuschoberförmigen Berge mit Steilhängen und mit plateauförmigen Gipfeln. Den Berg Bolschoi Iremel krönt gerade so ein mächtiger plateauförmiger Gipfel, genannt Kaban (Wildschwein). 
Die Felsenstädte unterscheiden sich durch die Anhäufung von scharfen, hohen Felsen mit undurchdringlichen großen Steinhaufen der Brocken am Felsenfuß. Als Beispiel einer Felsenstadt gilt der Berg Scherebtschik. Wie Burgen mit Schießscharten, mit seinen Zacken und Türmen erheben sich seine 30–40 Meter hohen Felsen über den Nadelwald. 
Die Steinflüsse sind eine Anhäufung großer Steine in den Lücken zwischen den Gipfeln. Über den Iremel erzählt man zahlreiche Legenden. Einige meinen, dass Iremel das Weltallzentrum, das so genannte „Alatir-Kamen“ ist. Andere erzählen, dass im Gebirgsinneren das verschwundene Volk „Tschud“ ihre Schätze bewacht. Nach der Meinung anderer erschien hier das Goldene Weib – die Weltmutter, die einheitliche Mutter für Menschen, Zaubervölker und Tiere. 
Der Iremel gilt als heiliger Berg für die Baschkiren. Es war per ungeschriebenem Gesetz verboten, ihn zu besteigen. Heute ist dieser Berg ein Anziehungspunkt für Touristen.

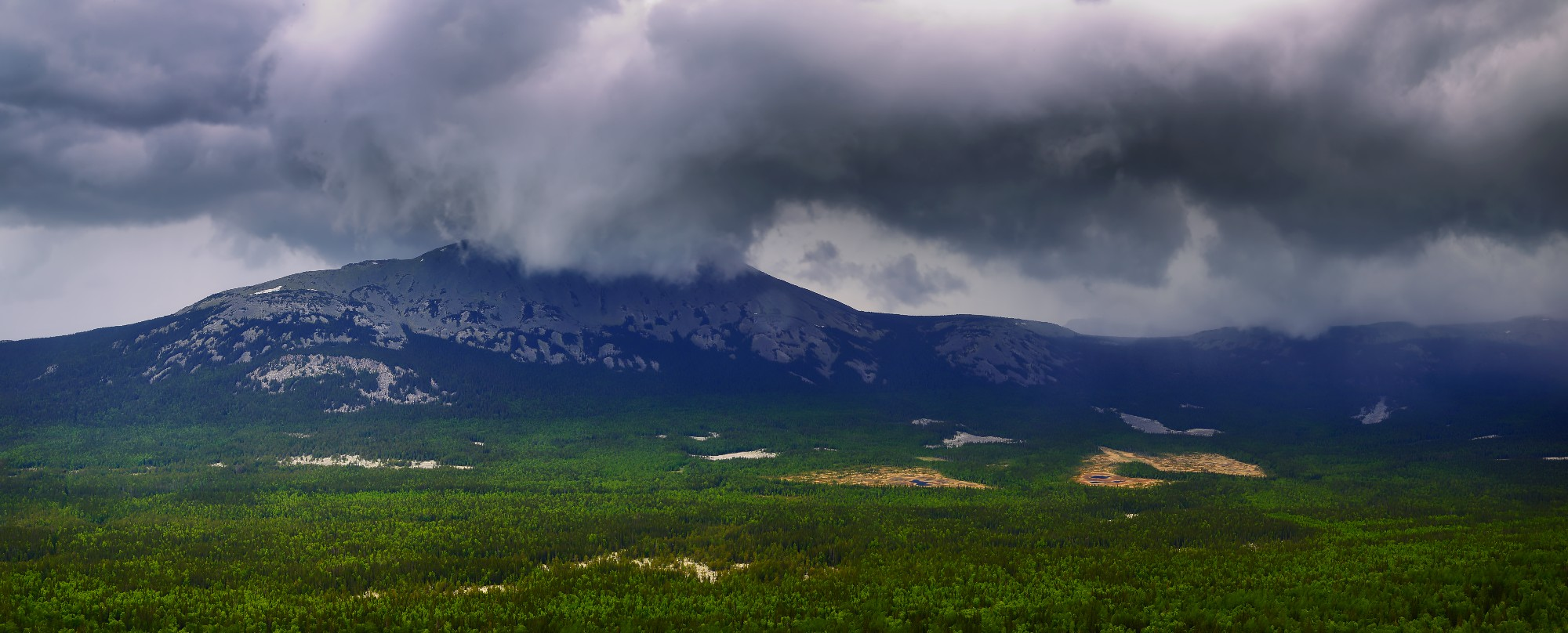
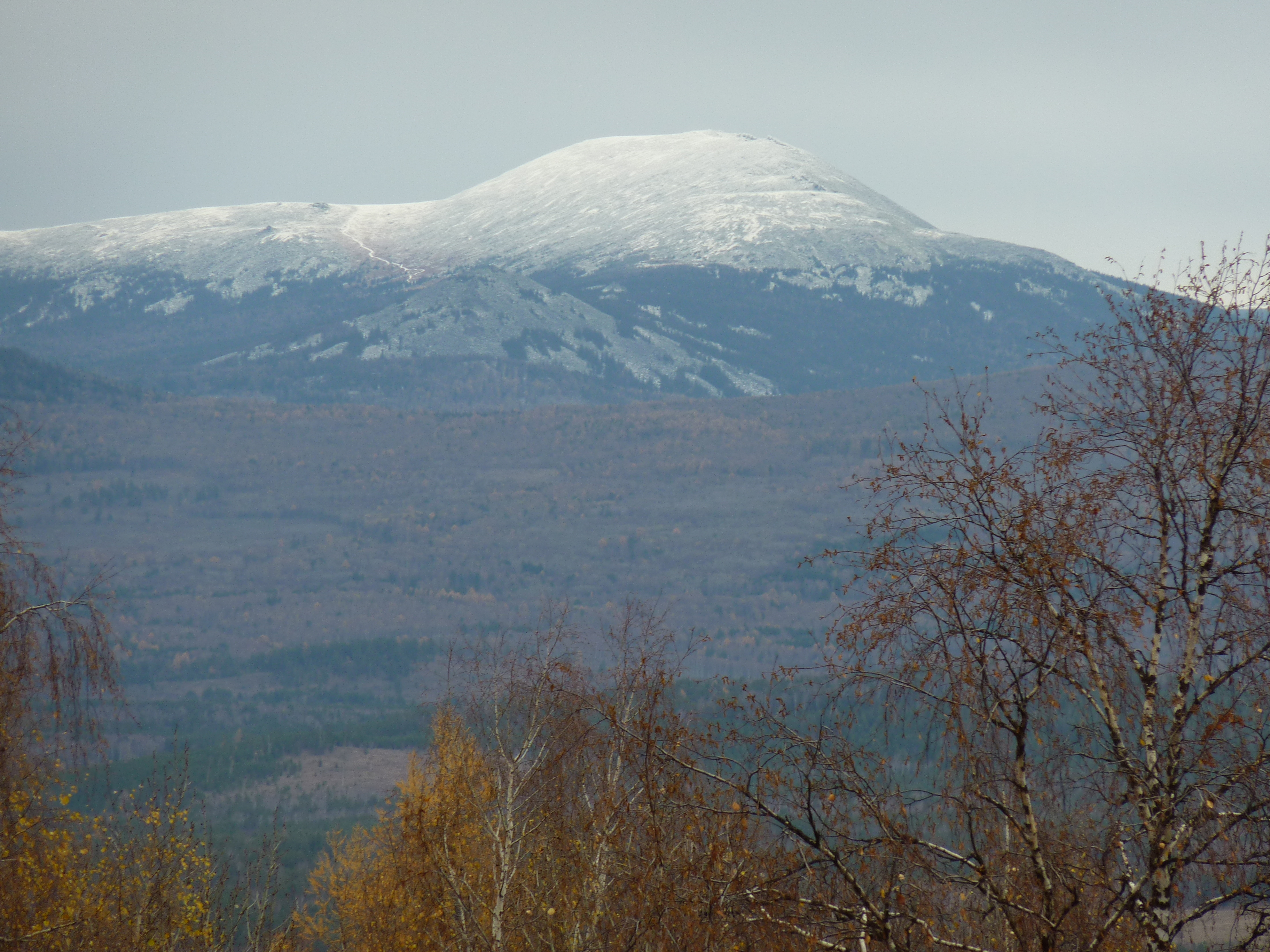
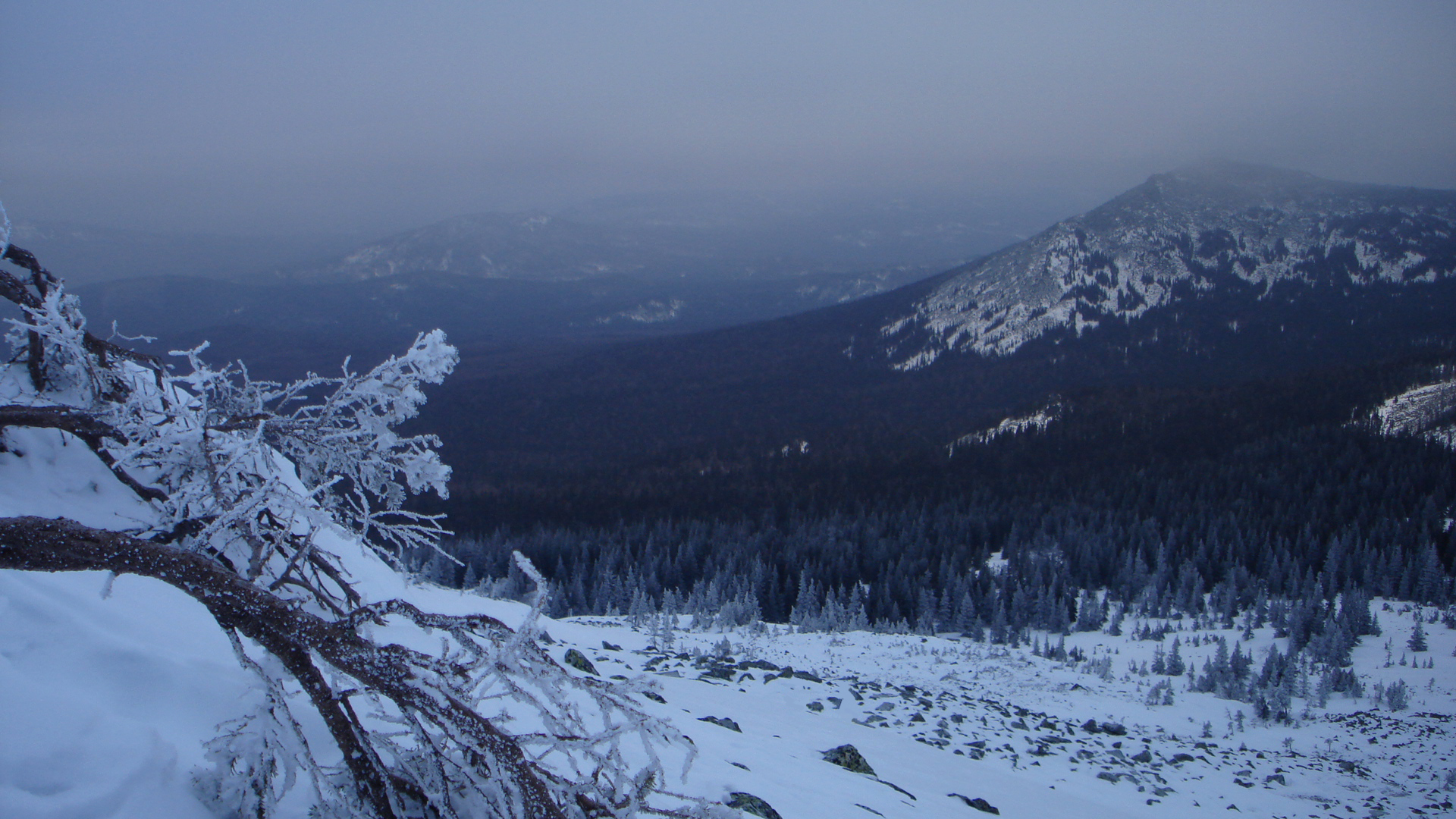